# Hazeldonk (Zundert)
Hazeldonk is een buurtschap  in de Brabantse gemeente Zundert, gelegen ten westen van de gelijknamige grensovergang Hazeldonk aan de Nederlands/Belgische grens. De buurtschap ligt rond de Hazeldonksestraat en de Paandijksestraat. Hazeldonk hoorde tot de voormalige gemeente Rijsbergen. De oudste vermelding van de plaats is uit 1303.
Dorpen: Achtmaal · Klein-Zundert · Rijsbergen · Wernhout · Zundert

Buurtschappen: Breedschot · De Kruispad · De Lent · Driehoek · Hazeldonk · Hellegat · Hulsdonk · Kaarschot · Klein-Oekel · Luitert · Maalbergen · Moeren · Oekel · Ostaaijen · Raamberg · Stuivezand · Tiggelt · Tiggeltscheberg · Weimeren · Wernhoutsburg · Wildert

Noord-Brabant: Steden en dorpen      Nederland: Provincies · Gemeenten